# Golfe des îles Petalis
Le golfe des îles Petalis (en grec moderne Κόλπος Πεταλιών / Kólpos Petalión) est un golfe de Grèce situé en mer Égée, entre l'Attique à l'ouest et la pointe méridionale d'Eubée à l'est. Il se prolonge au nord par le golfe Sud d'Eubée et s'ouvre au sud sur la mer Égée. Il tient son nom de l'archipel des Petalis situé le long d'Eubée.